# Wulian Lu
Wulian Lu (chiń. 五莲路站) – stacja początkowa metra w Szanghaju, na linii 6. Zlokalizowana jest pomiędzy stacjami Jufeng Lu i Boxing Lu. Została otwarta 29 grudnia 2007.